# Smurfit Kappa Group

Logo

Smurfit Kappa Group är en global förpackningstillverkare som verkar i 35 länder och med 46 000 anställda. Smurfit Kappa är det största företaget för förpackningar på den europeiska marknaden och det näst största på den globala marknaden.
I Piteå i Sverige ligger Europas största kraftlinerbruk, Smurfit Kappa Kraftliner Piteå. I Gävle och i Brännögård tillverkas wellpapp.